# Schronisko w Rogożowej Grani Dolne
Schronisko w Rogożowej Grani Dolne – schron jaskiniowy znajdujący się na wzniesieniu Rogożowej Skały, w miejscowości Przeginia, w województwie małopolskim, w powiecie krakowskim, w gminie Jerzmanowice-Przeginia. Położone jest w najwyższej części Doliny Czubrówki na Wyżynie Olkuskiej w obrębie Wyżyny Krakowsko-Częstochowskiej.

## Opis schroniska
Znajduje się w grani na północnym końcu wzniesienia Rogożowej Skały. Otwór ma ekspozycję południową i znajduje się na pęknięciu skały. Silnie spękana jest również cała skała, w której znajduje się schronisko. Górna część pęknięcia (strop schroniska) zawalona jest rumoszem skalnym spojonym mlekiem wapiennym. Pęknięcie ciągnące się za otworem schroniska ma długość 3,5 m.
Schronisko wytworzone jest w wapieniach z jury późnej. Brak w nim nacieków. Namulisko złożone ze skalnego rumoszu, próchnicy i śmieci. Klimat schroniska jest uzależniony od środowiska zewnętrznego, ale temperatura bywa wyższa lub niższa niż na zewnątrz (w zależności od pory roku). Jest w całości oświetlone rozproszonym światłem słonecznym. Na ścianach rozwijają się glony, ze zwierząt obserwowano muchówki.
Schronisko zapewne było znane od dawna, jednak w literaturze nie publikowane. Zmierzyli go w lipcu 2014 r. M. Kozioł i A. Polonius.
Nieco powyżej znajduje się Schronisko w Rogożowej Grani Górne.

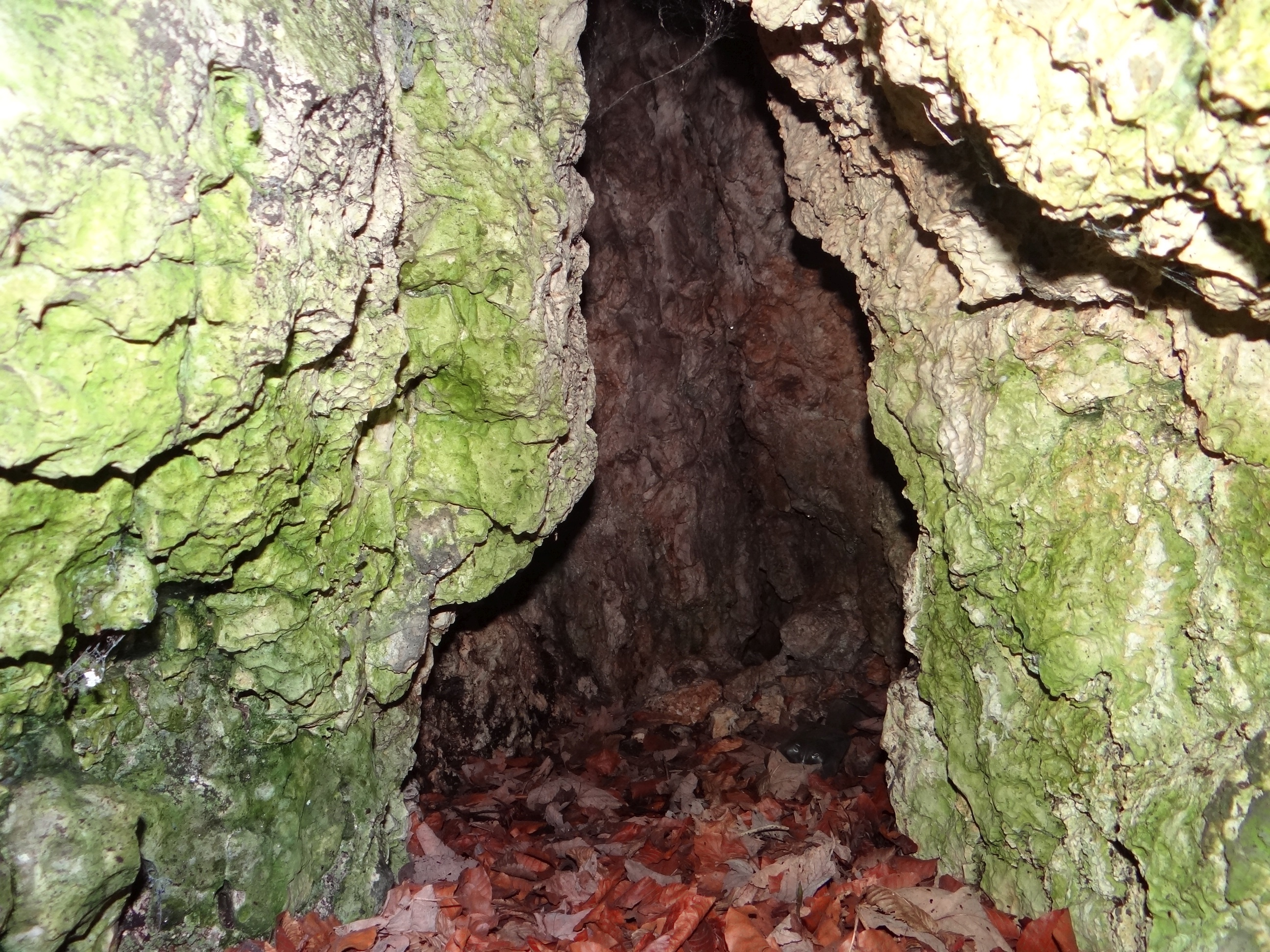
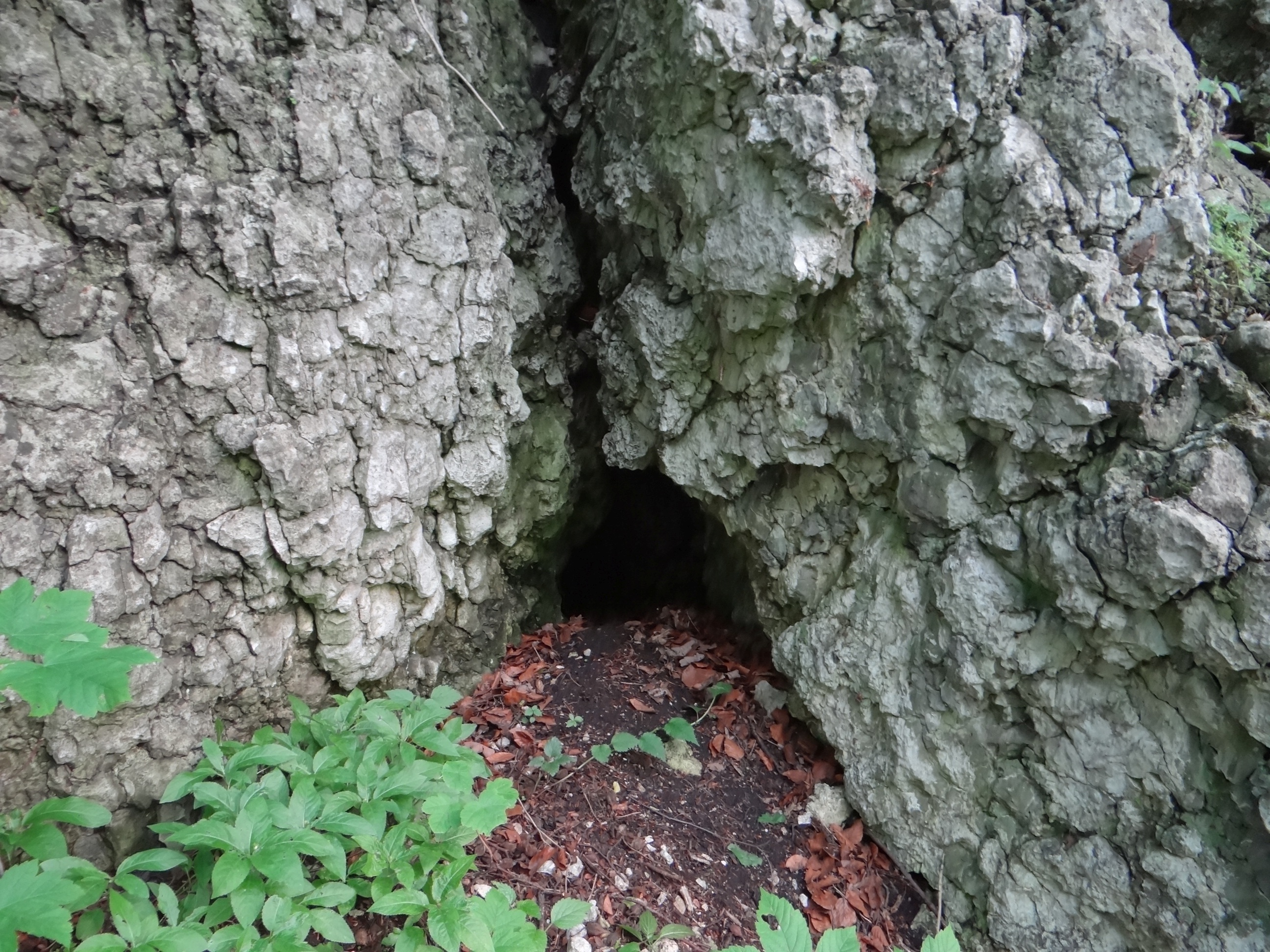
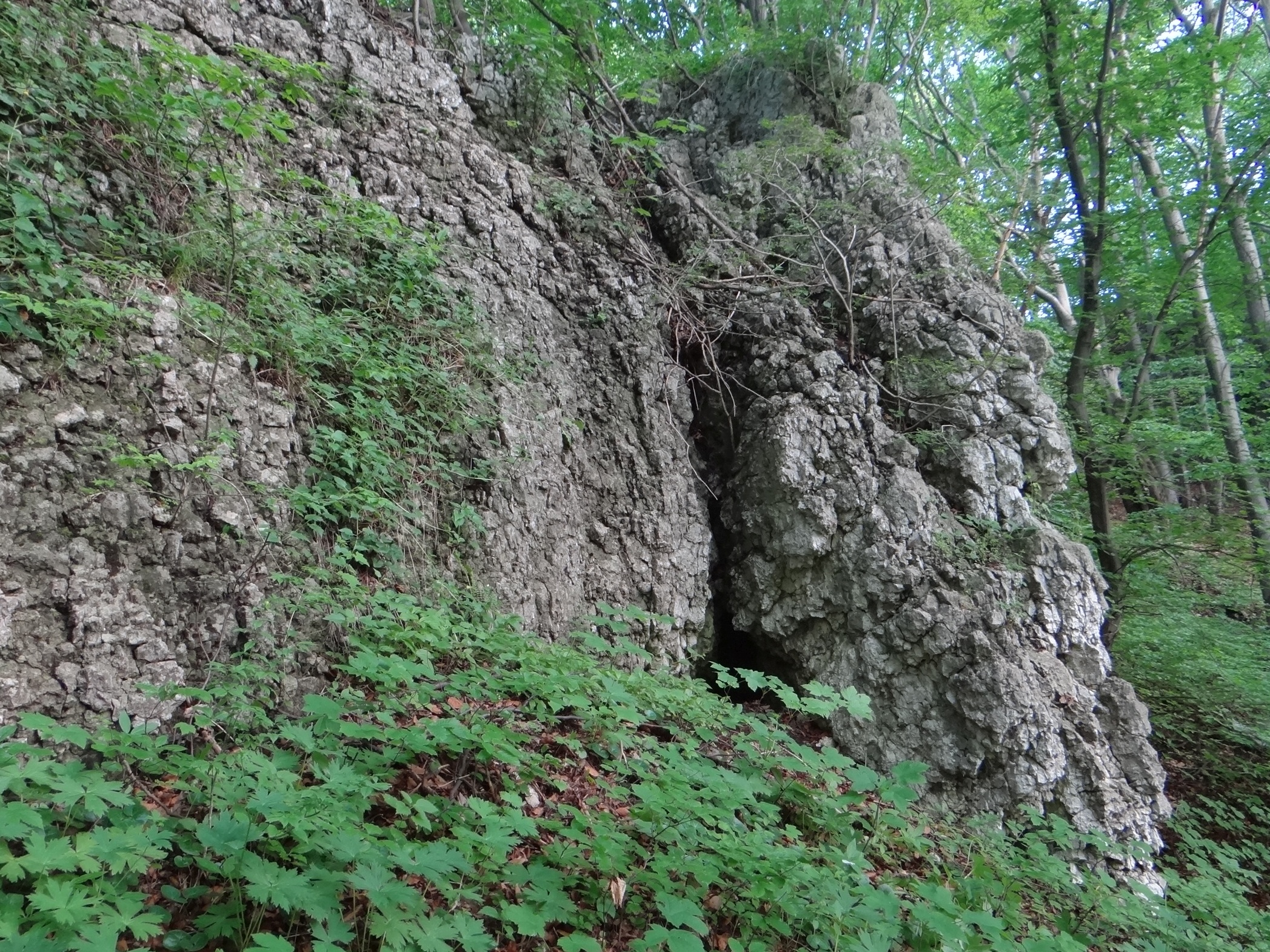